# Złote dziecko
Złote dziecko – amerykański film z 1986 roku W reżyserii Michaela Ritchiego.

## Fabuła
W tybetańskiej świątyni, mnisi oddają cześć małemu chłopcu obdarzonemu magiczną mocą. Zostają zabici, a dziecko porwane. Tymczasem, mieszkający w Los Angeles Chandler Jarrell (Eddie Murphy) zajmuje się poszukiwaniem zaginionych dzieci. Spotyka młodą Azjatkę (Charlotte Lewis), która zleca mu odnalezienie chłopca. Problem w tym, że Tybet to nie jego rewir. Ale on został wybrany. W miarę rozwoju poszukiwań szesnastoletniej Cheryll Mosley, doszedł do wniosku, że jej zaginięcie ma wiele wspólnego ze Złotym Dzieckiem. Dalej nie wierzył w zjawiska paranormalne, dopóki diabeł we własnej osobie nie złożył mu oferty wymiany.

## Obsada
- Eddie Murphy – Chandler Jarrell
- J.L. Reate – Złote dziecko
- Charlotte Lewis – Kee Nang
- Charles Dance – Sardo Numspa